# Missione MOSAiC

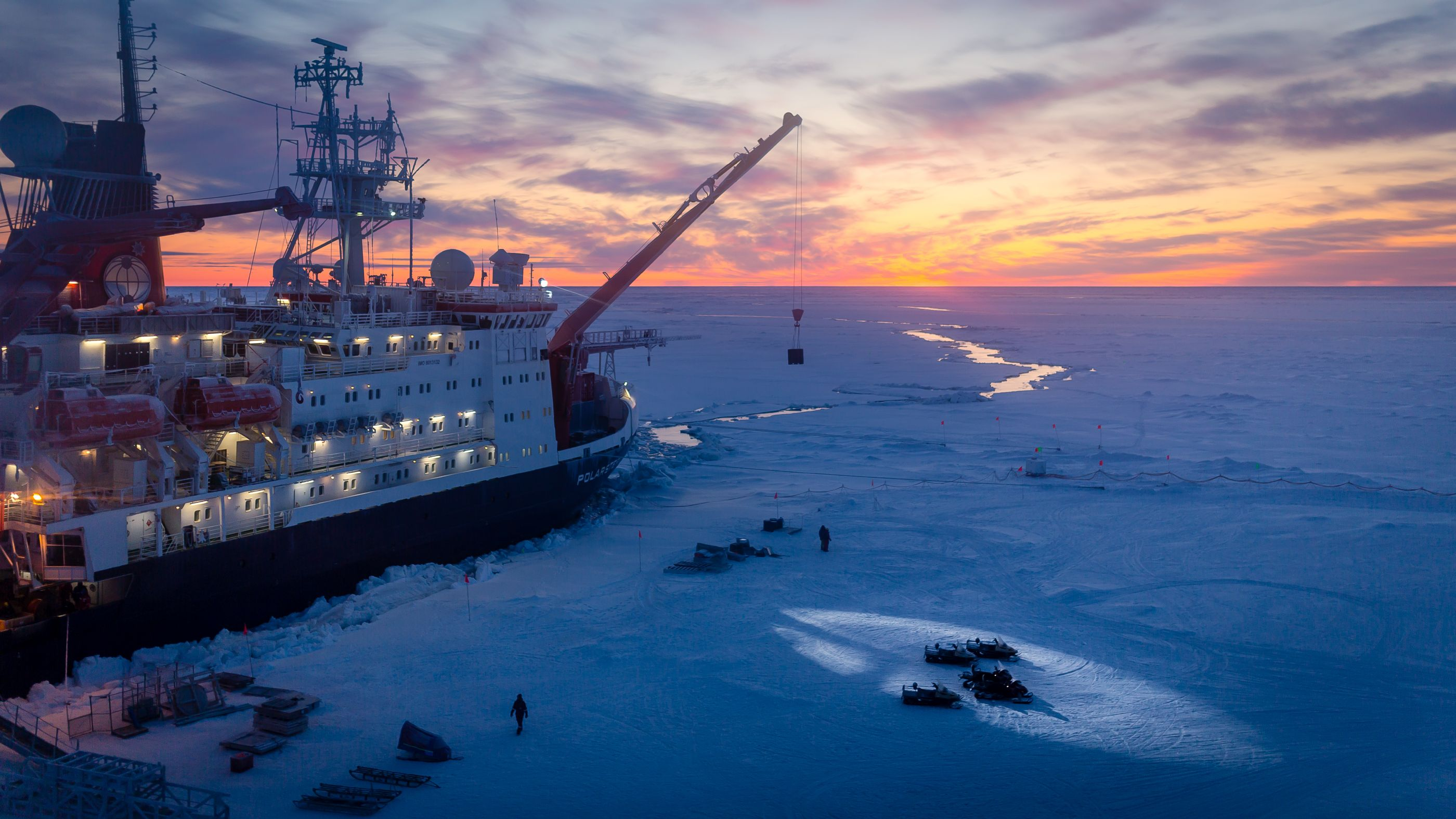

La missione di ricerca "Mosaic", acronimo di Multidisciplinary drifting Observatory for the Study of Arctic Climate (Osservatorio multidisciplinare per lo studio della deriva del clima artico) è una spedizione della durata prevista di circa un anno, nella regione artica. Partita il 20 settembre 2019 da Tromsø.
Per la prima volta una moderna nave rompighiaccio per la ricerca, la Polarstern opererà nelle immediate vicinanze del Polo Nord tutto l'anno, inclusa la notte polare lunga quasi mezzo anno durante l'inverno.

## Descrizione
In termini di sfide logistiche, il numero totale di partecipanti, il numero di paesi partecipanti e il budget disponibile, MOSAiC rappresenta la più grande spedizione artica nella storia. Il team di MOSAiC in realtà ha ripreso l’idea dell’esploratore norvegese Fridtjof Nansen, che sul finire del diciannovesimo secolo bloccò tra i ghiacci la sua nave Fram aspettandosi di essere portato fino al Polo Nord dal loro spostamento. La Fram rimase bloccata tre anni, ma la Polarstern conta in un poco più di un anno di arrivare tra la Groenlandia e le Svalbard e liberarsi dai ghiacci.
Durante il suo viaggio di un anno, la nave da ricerca rompighiaccio Polarstern dell'Istituto Alfred Wegener per la ricerca marina e polare, sarà supportato e rifornito dai rompighiaccio Akademik Fedorov e Kapitan Dranitsyn (Russia), Sonne e Maria S. Merian (Germania) e Xue Long II (Cina). Inoltre, sono previste operazioni estese che coinvolgono elicotteri e altri aeromobili. Verrà quindi allestito un vasto campo di ricerca intorno alla nave sul ghiaccio. Allo stesso tempo, la nave rompighiaccio Akademik Fedorov schiererà una rete di stazioni di ricerca sul ghiaccio, alcune fino a 50 km dalla posizione di Polarstern. La rete sarà composta da strumenti sia autonomi che telecomandati, che saranno controllati a intervalli regolari utilizzando voli in elicottero in dotazione alla Polarstern, che costituisce l'Osservatorio centrale. In totale, durante le varie fasi della spedizione, oltre 600 persone lavoreranno nell'Artico centrale. La spedizione internazionale, che coinvolgerà più di 70 istituzioni di 20 paesi, sarà condotta dall'Istituto Alfred Wegener per la ricerca marina e polare ed è guidata dal ricercatore polare e climatico Markus Rex. Gli obiettivi principali di MOSAiC sono studiare i complessi processi climatici ancora poco conosciuti in atto nell'Artico centrale, migliorare la rappresentazione di questi processi nei modelli climatici globali e contribuire a proiezioni climatiche più affidabili.

## MOSAiC School 2019
La prima fase della spedizione prevede un corso di sei settimane per 20 studenti post laurea a bordo della nave rompighiaccio Akademik Fedorov. Ciò grazie alle nazioni partner MOSAiC e alla Association of Polar Early Career Scientists (APECS).

## Costi
La spedizione avrà un costo di 140 milioni di euro (circa 154 milioni di dollari); metà del budget è fornita dal Ministero federale tedesco per l'Istruzione e la ricerca (BMBF).

## Nazioni
I 20 paesi ufficialmente partecipanti alla missione di ricerca sono: Austria, Belgio, Canada, Cina, Danimarca, Finlandia, Francia, Germania, Italia, Gran Bretagna, Giappone, Corea, Paesi Bassi, Norvegia, Polonia, Russia, Spagna, Svezia, Svizzera e Stati Uniti d'America.